# Ceccard de Luni
 (mai 2020).
Saint Ceccard de Luni (San Ceccardo en italien) était évêque de Luni (it) (aujourd'hui frazione de la commune de Ortonovo), aux confins de la Toscane et de la Ligurie, au IXe siècle. Il est mort martyr et on l'honore le 16 juin.
Le sac de l'antique cité de Luni par les Vikings du chef Hasting a été particulièrement sanglant. On le situe vers 860. L'évêque Ceccard y trouva la mort et il fut aussitôt honoré comme martyr.
Il est le patron de la ville de Carrare et du vicariat épiscopal dont le siège est dans cette ville.